# Potemkintrappen
Potemkintrappen (ukrainsk: Потьомкінські сходи, russisk: Потёмкинская лестница), er en stor trappe i havneområdet i Odessa i Ukraine. Den er den officielle indgang fra havet til byen. Den forbinder havneterminalen via Primorskijboulevard med byens centrum.
Trappen hed Primorskijtrappen frem til 1955, hvor den blev omdøbt til Potemkintrappen, 
Trappen blev designet som en optisk illusion. En nedadgående person ser kun platformene, da trinene er skjult oppefra, mens en opadgående person kun kan se trinene, da platformene er skjulte nedefra. En anden illusion skaber et falsk perspektiv, da trappen er bredere ved bunden end ved toppen. Ser man op ad trappen, synes den længere end den er, og ser man ned ad trappen, synes den kortere end den er.
Oprindelig bestod trappen af 200 trin, men som tiden er gået, er havnen blevet udvidet flere gange, og i dag ses kun 192 trin.
Langs sydøstsiden af trappen går en 120 meter lang kabelbane, bygget i 1902, som med en 2 minutters kørsel forbinder toppen ved Hertug Richelieu-statuen (ukrainsk: Пам'ятник Дюку де Рішельє), et andet af Odessas jærtegn, ned til Primorska-gaden og Cabotage-havnen.

## Historie
Odessa ligger på et højt steppeplateau, og det var nødvendigt for byens udvikling med direkte adgang til havet. Før trappen blev bygget, var snoede stier og trætrapper eneste adgang ned til Sortehavet. I 1837 blev det besluttet at bygge en "storslået trappe", der var tegnet af Avraam I. Melnikov. Opgaven med opsyn gik til en engelsk ingeniør ved navn John Upton. Upton var flygtet fra Storbritannien, mens han var løsladt mod kaution i en sag om dokumentfalsk.
Grå-grøn sandsten fra Trieste (dengang østrigsk område) blev leveret med skibe og bygget i 1837-1841. Trappen kostede 800.000 rubler at bygge.
Trappen blev verdenskendt efter en scene i Sergej Eisensteins stumfilm Panserkrydseren Potemkin, hvor kosakker under et oprør anstiftet af matroserne på Potemkin i 1905 slagter Odessa-borgere på trappen, og en herreløs barnevogn med et spædbarn i bumper ned af trapperne, mens kuglerne fyger omkring den.

## Billeder
- Scene fra Panserkrydseren Potemkin
- Potemkintrappen, foto fra mellem 1890 og 1900.
Tilgængeligt på Library of Congress.